# Дорохов, Алексей Алексеевич
Алексей Алексеевич Дорохов (1902—1981) — писатель, журналист, критик, автор научно-популярных книг для детей. Автор большого количества очерков, рассказов, рецензий для детских газет и журналов, участник Великой Отечественной войны и обороны Ленинграда.

## Биография
А. А. Дорохов родился в 1902 году в городе Санкт-Петербург. В 1919 году он начал свою писательскую деятельность. Окончил Ленинградский государственный университет. 
Во время Великой Отечественной войны, 5 июля 1941 года он был призван в Красную армию в Дзержинском районном военном комиссариате города Ленинград. Алексей Алексеевич служил военным корреспондентом в газете «Фронтовая магистраль» на 2-м Прибалтийском фронте. Он имел звание капитана административной службы и был награждён медалями.
Дорохов писал очерки, рассказы, рецензии для детских журналов, а также научно-популярные книги для детей.
Алексей Алексеевич умер в 1981 году.

## Творчество
- Это стоит запомнить: книга о том, как себя вести, чтобы и тебе и другим было лучше и приятнее жить. — М: Детгиз, 1963.
- Это не мелочи! — М: Госполитиздат, 1961.
- Будь на чеку! — Ленинград: Детгиз, Ленингр. отд-ние, 1941.
- О культуре поведения. — М: Профиздат, 1968.
- Сто послушных рук. — Ташкент: Еш гвардия, 1960.
- Серебряный бегун. — М: Детгиз, 1960.
- Как себя вести: Беседы о вежливости и правилах поведения. — М: Педагогика, 1970.
- О военных обычаях и военном строе пионеров. — Ленинград: Детгиз. Ленингр. отд., 1941.
- Про то, чего нет. — М: Мол. гвардия, 1967.
- Вторая природа. — М: Знание, 1962.
- Алмазы в тайге.- М: Детгиз, 1959.
- Страна строит. — М; Ленинград: Детгиз, 1952.
- Карлики и великаны; Сердце на ладони. Город твоих друзей / [Предисл. Л. Кассиля]; [Ил.: Б. Рытман]. — Москва: Дет. лит., 1964.
- Город твоих друзей. — М.: Гос. изд-во дет. лит. Мин-ва просвещения, 1962.
- Будьте любезны и другие рассказы. — М: Стрекоза, 2017.
- Про тебя самого. — Сыктывкар: Коми кн. изд-во, 1990.
- Сердце на ладони. / Рисунки В. Дувидова. — М: Детгиз, 1962.
- Беспокойные питомцы. / Рис. И. Пахомова. — М: Детгиз, 1955.
- Из ворот выходит грузовик. / Рис. А. Катковского. — М: Детгиз, 1956
- Как гайка толкнула грузовик / Фотогр. В. Кузьмина. — М: Детгиз, 1959.
- Годы, которых не забыть: Воспоминания. / [Ил.: В. Бескаравайный]. — М: Дет. лит., 1971.
- Зелёный... жёлтый... красный!  / Рис. Н. Мунц. — М: Дет. лит., 1975
- Легкий… тяжелый… жидкий… / Рис. Э. Беньяминсона. — М.: Дет. лит., 1987.

## Награды
- Медаль «За победу над Германией в Великой Отечественной войне 1941—1945 гг.»[3]
- Медаль "За боевые заслуги"[4]
- Медаль "За оборону Ленинграда"